# Pascal Caffet
Pascal Caffet, né le 2 mars 1962 à Troyes, est un chef pâtissier et chocolatier français. Il a remporté plusieurs concours nationaux et internationaux y compris le titre de Champion du monde pâtissier chocolatier glacier et de Meilleur ouvrier de France pâtissier. En 2019, il succède à Philippe Urraca à la présidence des Meilleurs Ouvriers de France

## Biographie
Pascal Caffet entre en apprentissage en 1979, à l'âge de 16 ans. Son père, artisan boulanger-pâtissier est le fondateur de l’entreprise « Le Palais du chocolat » à Troyes.
Pascal Caffet se classe en 1981 à la deuxième place au titre de Meilleur apprenti de France, et quatrième en 1982 pour celui de Meilleur apprenti d’Europe. Il obtient, en 1989, le titre de Meilleur ouvrier de France pâtissier.
En 1987, à la suite du décès de son père, il reprend les rênes de l'entreprise familiale. 
Il devient champion du monde des pâtissiers-chocolatiers-glaciers en 1995 à Milan. 
Depuis 1997, il est l’auteur du Trophée Pascal Caffet organisé chaque année dans le cadre du salon de la gastronomie à Troyes. 
Il a reçu le titre de chevalier de l'Ordre national du Mérite en 2006.
En 2008, à l'occasion du Salon du chocolat de Paris, le Club des Croqueurs de chocolat lui décerne un Award du chocolat, pour son score maximal de cinq tablettes, avec 11 autres artisans.

## La marque
En 1990, Pascal Caffet quitte le magasin de 50 m2 pour aller juste en face, mais dans 230 m2. La production déménage du centre ville à Pont-Sainte-Marie en 1998. 
Il ouvre en 2003, une deuxième boutique appuyée sur le laboratoire. En 2007, il ouvre une troisième boutique dans les halles de la ville.  
Aujourd’hui, une cinquantaine de collaborateurs travaillent aux côtés de Pascal Caffet, dont Angelo Musa et Christophe Piard. En 2012, ses différents établissements cumulent 6 millions d'euros de chiffre d'affaires.
La marque Pascal Caffet est présente à Turin, en Italie, depuis décembre 2009, à Châlons en Champagne, à Vitry-le-François, Nancy en Lorraine et à Voiron depuis octobre 2011. En 2004, l'équipe de Pascal Caffet ouvre trois boutiques en franchise à Tokyo.